# Pietro Fiorindi
Pietro Fiorindi (Firenze, 7 marzo 1934) è un allenatore di calcio ed ex calciatore italiano, di ruolo attaccante.

## Carriera
Debutta in Serie B con il Piombino nel 1953-1954 disputando 27 gare e segnando 4 reti, ed al termine della stagione i toscani retrocedono in Serie C.
Dopo un anno all'Inter, torna a giocare in Serie B con il Catania, dove disputa 16 partite e segna 6 reti, e poi per tre anni con il Taranto, dove gioca 101 gare segnando 30 gol.
Nel 1960-1961 gioca ancora in Serie B con Verona e Foggia, prima di passare in Serie C dapprima al Trapani ed infine al Perugia.
Da allenatore ha guidato il Nestor Marsciano (serie D) e due  volte la Fermana negli anni '70, poi la Vadese negli anni '80.